# Palura flavipuncta
Palura flavipuncta là một loài bướm đêm trong họ Noctuidae.